# Gaderytmer, Linedanser
|  | Denne artikel er oprettet af botten Steenthbot ud fra en ekstern database. Den kan derfor have sproglige fejl eller mangler. Denne skabelon kan fjernes efter kontrol af indholdet. |

Gaderytmer, Linedanser er en dansk eksperimentalfilm fra 1985 instrueret af Martin Sønderby.

## Handling
Musikvideo